# Kościół Matki Bożej Częstochowskiej w Jabłowie
Kościół Matki Bożej Częstochowskiej – rzymskokatolicki kościół filialny parafii Zesłania Ducha Świętego w Boguszowie-Gorcach znajdujący się w dekanacie Wałbrzych-Południe w diecezji świdnickiej.
Wzniesiony w II poł. XVI w., zapewne na miejscu budowli wcześniejszej, przebudowany w XIX w. Murowany z kamienia, jednonawowy z oskarpowanym prezbiterium z wieżą od zachodu. Wnętrze prezbiterium sklepione. Nawa nakryta stropem drewnianym zachowała renesansowe empory. Na wieży dzwon spiżowy z 1682 r. We wnętrzu zachowały się m.in.: ołtarz główny, barokowy z 1650 r., prospekt organowy z XVIII w., dwa epitafia renesansowe wykonane z piaskowca - kobiety z 1618 r. oraz mężczyzny z 1604 r.